# Markus Schulz

Logo von Markus Schulz

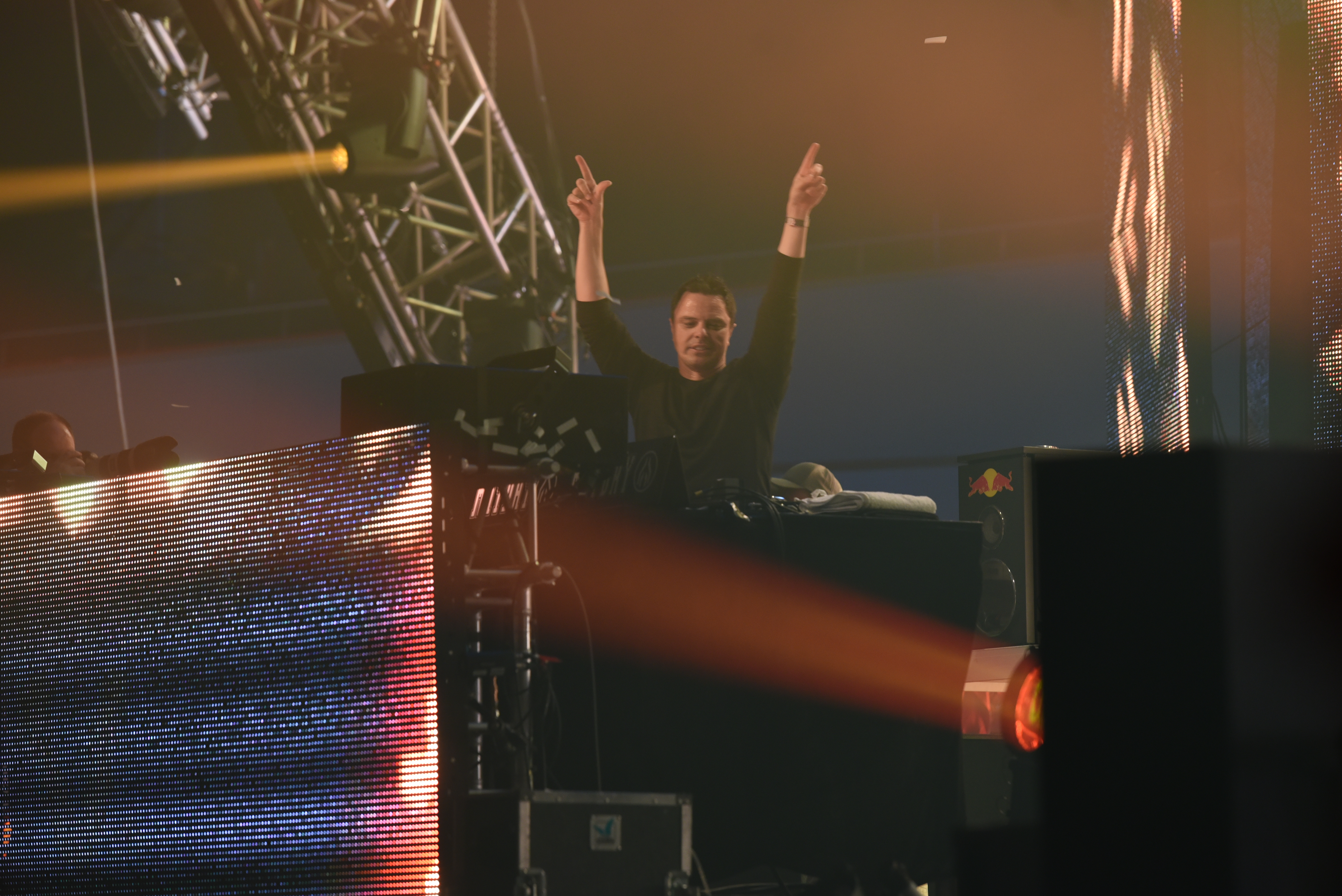
Markus Schulz auf der MAYDAY 2019

Markus Schulz (* 3. Februar 1975 in Eschwege) ist ein deutscher DJ und Musikproduzent, der in Miami und Berlin lebt. Er besitzt auch die US-amerikanische Staatsbürgerschaft.

## Leben
Schulz ist in Eschwege geboren und in Pirmasens aufgewachsen. Im Alter von 13 Jahren ging er in die USA. Markus Schulz ist verheiratet und hat einen Sohn.
Weiteren Kreisen wurde er durch seine wöchentliche Radioshow Global DJ Broadcast mit bekannten Gast-DJs wie Armin van Buuren, Above & Beyond, Paul van Dyk oder Ferry Corsten bekannt. Er schreibt vor allem melodiöse Stücke, die stilistisch dem Progressive Trance oder Progressive House zuzuordnen sind. Die Tracks weisen zumeist eine tanzbare und fließende four to the floor (4/4 Takt)-Rhythmik auf. Eine Besonderheit und immer wieder auftauchendes Element in der Musik von Markus Schulz sind warme, dunkle und atmosphärische Flächensounds, die sich wie ein Teppich durch die Musik ziehen. Die Musikstücke werden mit der Software Pro Tools produziert.
Seit dem Jahr 2004 steht er bei dem Label Armada Music, welches Armin van Buuren mitgegründet hat, unter Vertrag. Für verschiedene Künstler des Genres produziert Markus Schulz Remixe, und seine Tracks werden umgekehrt auch von anderen DJs bearbeitet. Er tritt weltweit als DJ in bekannten Clubs oder auf großen Events wie der A State of Trance, Amsterdam Dance Event, Ultra Music Festival, Dance Valley, Global Gathering, Electric Daisy Carnival, Creamfields, Transmission (Prag), Trance Energy und der Nature One in den Jahren 2005, 2006, 2010, 2011 und 2012 auf. In den Sommermonaten legt er auf Ibiza im Amnesia meist mit seinem Kollegen Armin van Buuren bei den Armada Partys auf. Im Jahr 2006 erreichte er beim „Top 100 DJ Poll“ des britischen Magazins DJ Mag Platz 19, bevor er 2007 schon auf Platz 13 erreicht hatte. In den Folgejahren 2008 und 2009 erreichte er jeweils Platz 8. Im Jahr 2011 erreichte er Platz 9 und 2012 Platz 13.
2013 und 2014 legte Schulz im belgischen Boom vor 180.000 Besuchern auf dem Festival Tomorrowland auf. Sein Set lief über acht Stunden lang durchgehend.

## Coldharbour Recordings

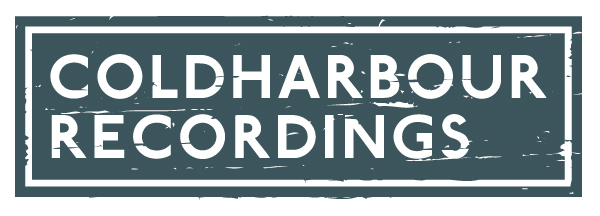
Logo seines Labels „Coldharbour Recordings“

Im Jahr 2004 wurde Markus Schulz vom Label Armada Music ausgewählt, eine neue Kompilation-Serie zu erstellen. Die Coldharbour Sessions starteten noch im gleichen Jahr. Benannt wurde diese Serie nach Schulz’ Produktionsstudio in Londons Coldharbour Lane. Unter einem ähnlichen Namen und auch in Anlehnung an seine Studios gründete er 2005 das Label Coldharbour Recordings, welches ein Sublabel von Armada Music ist. Bei seinem Label stehen unter anderem Hammer & Bennett, Jose Amnesia, Niklas Harding, Shawn Mitiska und Santiago Nino unter Vertrag. Im Jahre 2007 gründete er Coldharbour Recordings Red als Sublabel von Coldharbour Recordings. Auf diesem Label werden insbesondere die Tracks von Schulz Sideprojects Dakota veröffentlicht.

## Diskographie
- 1999 Shikodachi
- 2000 Kamaidachi
- 2001 American DJ - 04 Phoenix

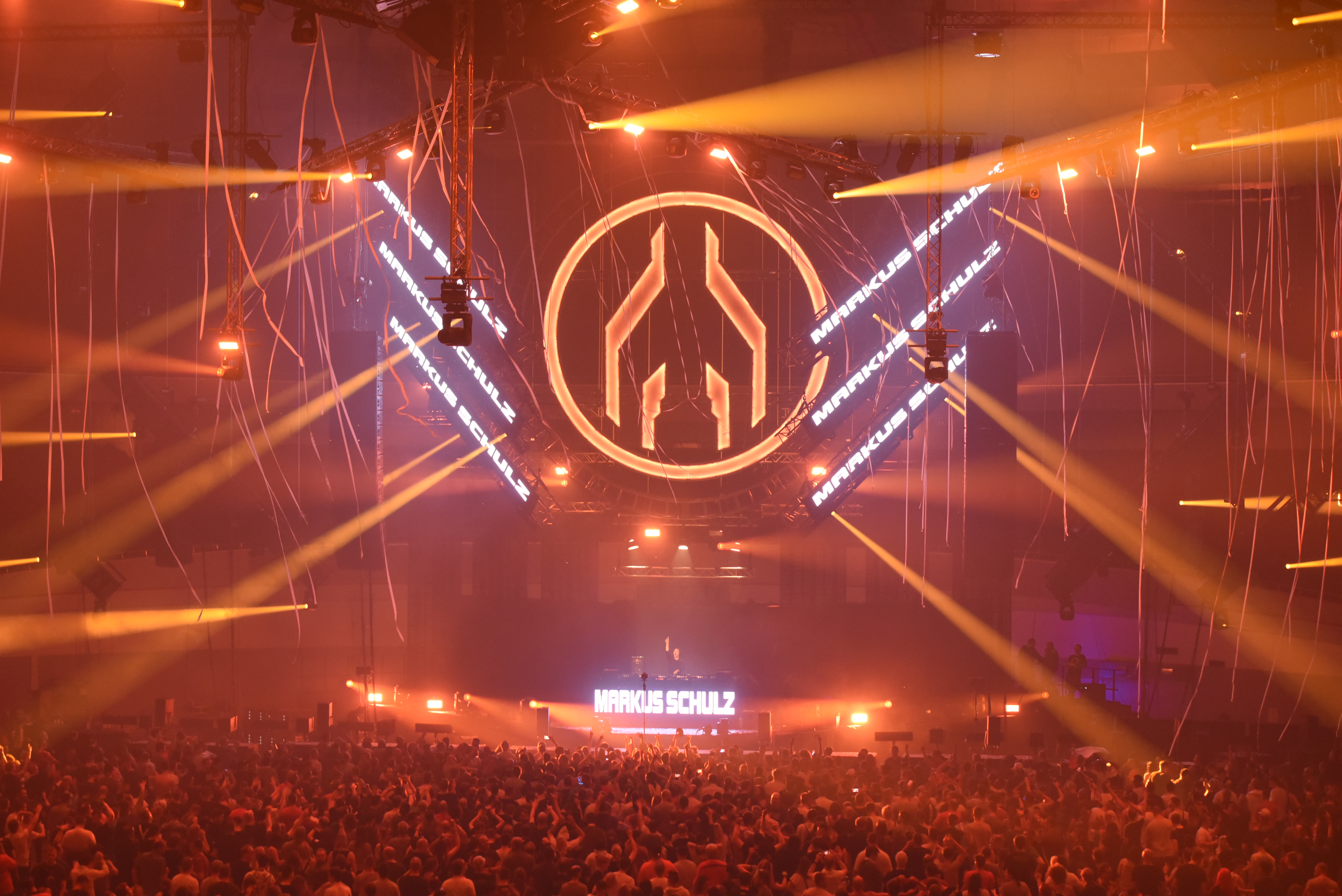
Markus Schulz auf der Mayday 2019

- 2004 Coldharbour Sessions compilation
- 2005 Miami’05
- 2006 Without you near
- 2006 Ibiza’06
- 2007 Progression
- 2008 Amsterdam’08
- 2008 Armada @ Ibiza
- 2008 Progression Progressed: The Remixes
- 2009 Toronto’09
- 2009 Dakota – Thoughts Become Things
- 2010 Las Vegas’10
- 2010 Do You Dream
- 2011 Prague’11
- 2011 Markus Schulz presents Dakota – Thoughts Become Things II
- 2012 Los Angeles’12
- 2012 Scream
- 2013 Buenos Aires’13
- 2014 Scream 2
- 2016 Watch The World
- 2018 Markus Schulz Presents Dakota - The Nine Skies

## Singles
| - 1998 Markus Schulz – You Won’t See Me Cry - 1999 Dakota – Swirl - 2002 Dakota – Frozen Time - 2002 Dakota – Lost in Brixton - 2003 Markus Schulz presents Elevation – Clear Blue - 2004 Markus Schulz presents Elevation – Largo - 2004 Markus Schulz presents Elevation – Somewhere - 2005 Markus Schulz featuring Anita Kelsey – First Time - 2005 Markus Schulz and Departure with Gabriel & Dresden – Without You Near - 2006 Markus Schulz featuring Carrie Skipper – Never be the Same Again - 2007 Markus Schulz vs. Chakra – I Am - 2007 Markus Schulz – Fly to Colors - 2008 Markus Schulz featuring Departure – Cause You Know - 2008 Markus Schulz featuring Dauby – Perfect - 2008 Markus Schulz vs. Andy Moor – Daydream - 2008 Markus Schulz – The New World - 2009 Dakota – Chinook - 2009 Dakota – Johnny the Fox - 2009 Dakota – Sin City - 2009 Markus Schulz – Do You Dream - 2009 Dakota – Roxy ’84 - 2009 Dakota – Koolhaus - 2009 Dakota – Steel Libido | - 2009 Dakota – Mr. Cappuccino - 2010 Markus Schulz featuring Khaz – Dark Heart Waiting - 2010 Markus Schulz featuring Justine Suissa – Perception - 2010 Markus Schulz – Rain - 2011 Markus Schulz – Future Cities - 2011 Dakota – Sinners - 2011 Markus Schulz featuring Jennifer Rene – Not The Same - 2011 Markus Schulz featuring Sir Adrian – Away - 2011 Markus Schulz & Jochen Miller – Rotunda - 2011 Dakota – Sleepwalkers - 2011 Dakota – Katowice - 2011 Dakota – Saints - 2011 Dakota – In A Green Valley - 2011 Markus Schulz – Digital Madness - 2012 Markus Schulz – Bolandish - 2012 Markus Schulz & Ferry Corsten – Loops and Things - 2012 Markus Schulz – Go - 2012 Markus Schulz – Caught (feat. Adina Butar) - 2012 Markus Schulz – Finish Line (feat. Elevation) - 2012 Markus Schulz – Karbon (feat. Arnej) - 2012 Markus Schulz (feat. Seri) – Love Rain Down - 2015 Markus Schulz and Fisherman & Hawkins – Gotham Serenade [New York City] |

## Remixes
| - 1993 Sagat – Why Is It? Fuk Dat - 1993 The Movement – Shake That - 1994 Glenn „Sweet G“ Toby – I Can Tell - 1994 Sweet Sable – Old Times’ Sake - 1994 Transglobal Underground – Temple Head - 1994 2 Unlimited – Throw The Groove Down - 1994 Sandra Bernhard – You Make Me Feel - 1995 Amber McFadden – Do You Want Me - 1995 Truce – Pump It - 1995 Real McCoy – Come And Get Your Love - 1995 Bette Midler – To Deserve You - 1995 Backstreet Boys – We’ve Got It Going On - 1996 Lina Santiago – Feels So Good (Show Me Your Love) - 1996 Backstreet Boys – Get Down (You’re The One For Me) - 1996 Technotronic – Move It To The Rhythm - 1996 Madonna – Love Don’t Live Here Anymore - 1996 Liz Torres – Set Yourself Free - 1996 Armand Van Helden – The Funk Phenomena - 1996 James Newton Howard – Theme From ER - 1996 Backstreet Boys – We’ve Got It Going On - 1997 RuPaul – A Little Bit Of Love - 1997 Groove Junkies – Everybody Needs To Be Loved - 1997 Poe – Hello - 1997 e-N Feat. Ceevox – That Sound - 1997 Tilly Lilly – Roller Coaster - 1997 Electronic – Second Nature - 1997 Blue Amazon – No Other Love - 1997 LNR – Work It To The Bone - 1998 Cynthia – If I Had The Chance - 1998 Vertigo Deluxe – Out Of My Mind - 1998 The B-52’s – Debbie - 1999 Everything But The Girl – Lullaby Of Clubland - 1999 Dream Traveler – Time - 2000 Himmel – Celebrate Life - 2000 Masters Of Balance – Dreamworld - 2000 Pablo Gargano – Eurogoal - 2000 PQM – The Flying Song - 2000 Aaron Lazarus – Your Time Will Come - 2001 Pablo Gargano – Absolution - 2001 Carissa Mondavi – Solid Ground - 2001 Rouge – Jingalay - 2001 Daniel Ash – Burning Man - 2001 Fatboy Slim – Sunset (Bird Of Prey) - 2001 Luzon – Manilla Sunrise - 2001 Book Of Love – I Touch Roses | - 2002 Miro – By Your Side - 2003 Motorcycle – As The Rush Comes - 2003 Jewel – Intuition - 2003 Karada – Last Flight - 2003 Billy Paul Williams – So In Love - 2003 Jewel – Stand - 2004 Aly & Fila – Spirit Of Ka - 2004 George Hales – Autumn Falls - 2004 Solid Globe – Sahara - 2004 Filterheadz – Yimanya - 2004 Plastic Angel – Distorted Reality - 2004 Clubbervision – Dream Off - 2004 Kobbe & Austin Leeds – Fusing Love - 2004 Airwave – Ladyblue - 2004 Myth – Millionfold - 2004 OceanLab – Satellite - 2004 Piece Process – Solar Myth - 2004 Space Manoeuvres – Stage One - 2004 Deepsky – Talk Like A Stranger - 2004 Whirlpool – Under The Sun - 2005 Tomonari & Tommy Pi – C Sharp 2005 - 2005 Ridgewalkers – Find - 2005 Departure – She Turns - 2005 Nalin & Kane – Open Your Eyes (The Child You Are) - 2006 Kyau & Albert – Are You Fine? - 2006 Eluna – Severence - 2006 Yoshimoto – Du What U Du - 2007 Kamera – Lies - 2007 Andrew Bennett – Menar - 2007 Joop – The Future - 2008 Destination X – Dangerous - 2008 John O’Callaghan feat. Audrey Gallagher – Big Sky - 2008 Rank 1 – Airwave - 2008 Sia – Buttons - 2008 Mike Foyle – Bittersweet Nightshade - 2009 Dance 2 Trance – Power of American Natives - 2009 Jezter Music feat. Lavoie – Dressed In White - 2009 Cosmic Gate – Sign Of The Times - 2009 Ferry Corsten – Brain Box |